# Pd4
Pd4 – polskie oznaczenie na PKP parowozu pospiesznego kolei pruskich serii S5², produkowanego w latach 1905–1911. Na kolejach niemieckich nosił oznaczenie serii (Br) 136-8. Parowóz posiadał dwucylindrowy sprzężony silnik parowy na parę nasyconą. W Polsce w okresie międzywojennym eksploatowano 29 lokomotyw tej serii, po wojnie – 14, do 1955 roku.

## Historia
Parowóz skonstruowano w 1905 w fabryce Vulcan ze Szczecina, jako wzmocnione rozwinięcie udanej najpopularniejszej pruskiej serii parowozów pospiesznych S3 (Musterblatt III-2b). Nowy parowóz początkowo określany był jako verstärkte S3 – „wzmocniony S3". Układ jezdny i ogólnie konstrukcję lokomotywy przejęto z serii S3, natomiast główną zmianą był powiększony kocioł. Z serii S3 przejęto także wypróbowany już schemat napędu – dwucylindrowy silnik sprzężony na parę nasyconą, w odróżnieniu od istniejących już lokomotyw serii S4 i S5¹, stanowiących próby poprawy osiągów serii S3 innymi drogami. Stosownie do większej wydajności kotła, zwiększono jednak średnice cylindrów silnika. Wzmocniona lokomotywa została zaaprobowana jako znormalizowany parowóz wzoru (Musterblatt) III-2c.

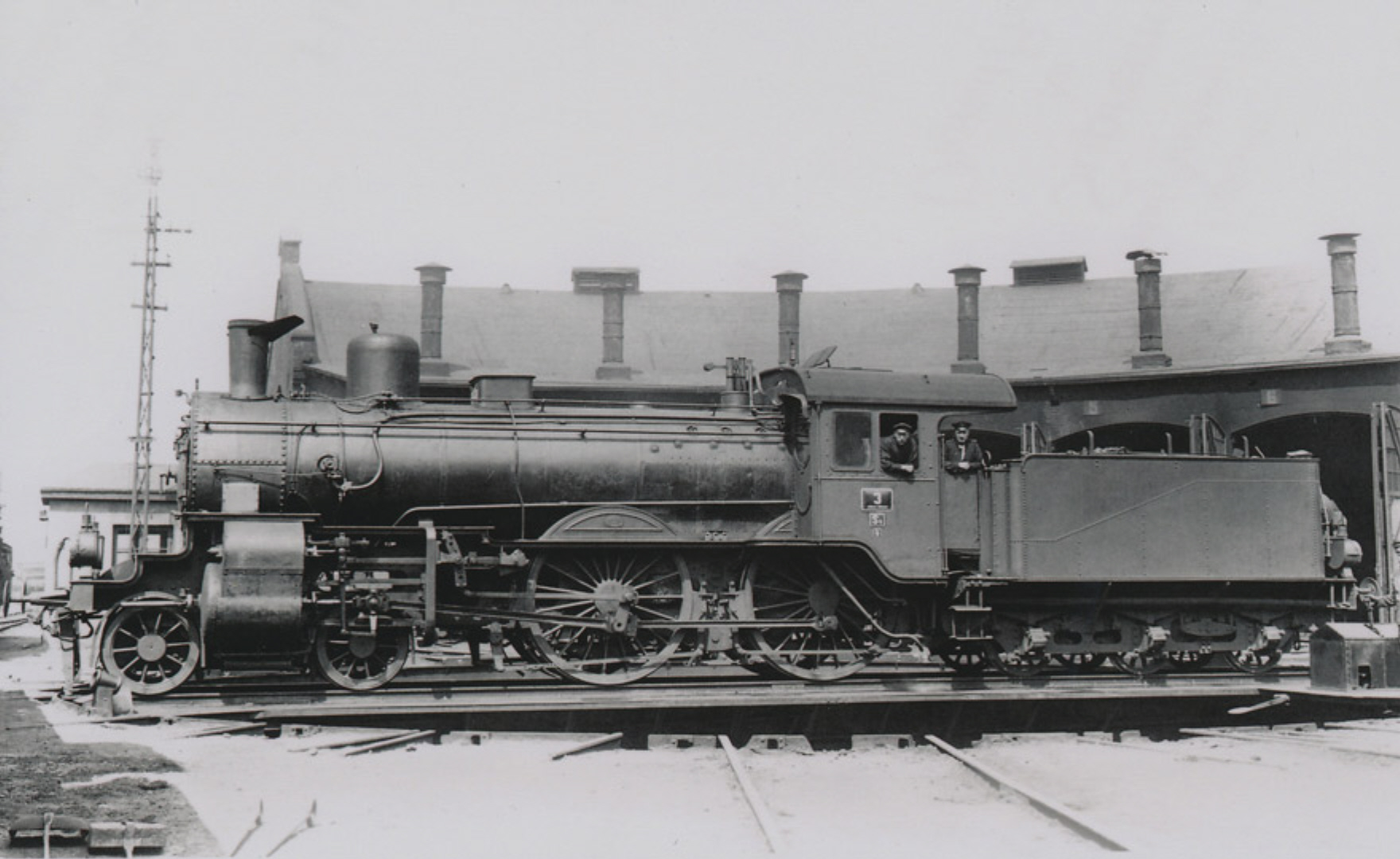
Lokomotywa S5.2 kolei LBE

Dla kolei pruskich zbudowano 367 lokomotyw typu III-2c, w latach 1905–1911, w dwóch fabrykach: Vulcan (186 sztuk) i Schichau w Elblągu (181 sztuk). Ponadto, 7 takich samych lokomotyw zbudowano w latach 1907–1911 w zakładach Schwartzkopff w Berlinie i Linke-Hofmann we Wrocławiu dla prywatnej kolei Lubeka-Büchen (LBE), a dalsze 11 zbliżonych lokomotyw, różniących się zastosowaniem rozrządu zaworowego Lentza, zbudowały w latach 1909–1913 zakłady Hanomag dla kolei oldenburskich.

## Eksploatacja

### Do I wojny światowej
Początkowo pruskie parowozy typu III-2c w 1906 roku zostały zaliczone do serii S3 i nosiły w poszczególnych dyrekcjach kolei odpowiadające tej serii numery z przedziału 201–400. Dopiero w 1911 roku zostały one wyróżnione jako osobna seria S5² i otrzymały numery powyżej 501. Osiem parowozów w dyrekcji bydgoskiej kolei pruskich jednak omyłkowo pozostało oznaczonych jako seria S3.
Parowozy serii S5² zostały przydzielone do większości dyrekcji kolei pruskich. Najwięcej ich posiadała w 1911 roku dyrekcja Hanower (66 sztuk), inne dyrekcje miały od kilku do 38 maszyn. Pomimo udanej konstrukcji, lokomotywy te musiały jednak konkurować z wchodzącymi w tym samym czasie lub nawet wcześniej do służby mocniejszymi maszynami czterocylindrowymi S 7 i S 9 oraz na parę przegrzaną S 6 i S 10, wobec czego z obsługi ciężkich pociągów na głównych liniach zostały wkrótce przesunięte do lżejszych ekspresów i pociągów pospiesznych. W tym charakterze służyły do I wojny światowej.

### Po I wojnie światowej
Po I wojnie światowej koleje pruskie i ich lokomotywy weszły w skład kolei niemieckich DRG. Początkowo w prowizorycznym planie z 1923 roku przewidywano przenumerowanie aż 301 lokomotyw serii S5², lecz znaczna ich część została w międzyczasie wycofana, z uwagi na dostępność nowszych lokomotyw. Po wprowadzeniu nowego systemu oznaczeń w 1925 roku, większość – 200 sztuk zostało zaliczonych jako seria (Baureihe – Br) 136-8 (numery 13 651 do 13 850). Ich służba jednak nie potrwała długo, gdyż 1 kwietnia 1928 roku zdecydowano wycofać wszystkie lokomotywy pospieszne o dwóch osiach napędnych jako przestarzałe. Ponadto, koleje niemieckie przejęły wszystkie 11 lokomotyw oldenburskich, oznaczonych jako seria 1318 (numery 13 1851 do 13 1861) i również wycofanych na przełomie lat 1927/1928. Jedyną lokomotywą niemiecką, która przetrwała dłużej, była przejęta w 1938 roku z upaństwowionej kolei LBE, pod numerem 13 001. Podczas II wojny światowej służyła ona na terenie Polski, na linii Łódź – Koluszki.
Po I wojnie światowej Polskie Koleje Państwowe eksploatowały 29 parowozów serii S5², oznaczonych jako seria Pd4 (numery Pd4-1 do Pd4-29). PKP posiadały mimo to jeszcze trzy dalsze lokomotywy serii S5², mylnie zaklasyfikowane do serii Pd1 (Pd1-87, 88 i Pd1-3Dz kolei Wolnego Miasta Gdańska), z powodu błędnego ich oznaczenia w dyrekcji bydgoskiej kolei pruskich jako seria S3. W 1939 roku większość lokomotyw serii Pd4 stacjonowała na kresach wschodnich (po 11 w Kowlu i Zdołbunowie, 2 w Sarnach, ponadto 4 w Dęblinie i 2 w Skarżysku-Kamiennej). Większość została zdobyta przez ZSRR po inwazji na Polskę 17 września 1939 i przejęta przez koleje radzieckie, a tylko jedna została zdobyta w Polsce przez wojska niemieckie (Pd4-19). Więcej lokomotyw tej serii Niemcy zdobyli po ataku na ZSRR w 1941 roku. Ogółem 22 polskie lokomotywy serii Pd4 zostały zdobyte przez Niemcy podczas wojny, z czego 20 otrzymało niemieckie numery (13 002 do 13 021), a Pd4-7 i Pd4-28 pozostały nieprzemianowane. Ponadto Niemcy zdobyli dwie lokomotywy serii S5² zaliczone do serii Pd1 (niemieckie numery 13 303 i 13 338).
Po II wojnie światowej PKP posiadały 14 lokomotyw oznaczonych jako seria Pd4, z tym, że zaliczono do niej błędnie także dwa parowozy przedwojennej serii Pd13 (numery Pd4-12 i 13). Ponadto, posiadano w dalszym ciągu jedną lokomotywę serii S5² mylnie zaklasyfikowaną w serii Pd1 (Pd1-16, dawna Pd1-88). Serię Pd4 wycofano z użycia w Polsce w 1955 roku.
Niewielka liczba parowozów serii S5² trafiła także po I wojnie światowej do innych krajów: 9 do Belgii (nie otrzymały oznaczeń belgijskich), 3 na Litwę (na skutek przyłączenia Kłajpedy do Litwy 10 stycznia 1923 roku, oznaczone jako seria K5.2 z numerami 121–123) i 6 na Łotwę. Na Łotwie zaliczono je do serii An, grupującej lokomotywy o układzie osi 2'B, z numerami An-39 do An-44; otrzymano je w lutym 1920 roku i wszystkie dotrwały do aneksji Łotwy, po czym zostały przejęte przez koleje radzieckie.
Pięć byłych polskich lokomotyw było używanych po II wojnie światowej przez koleje NRD i dopiero w latach 1955/1956 co najmniej cztery z nich zostały zwrócone Polsce, lecz już nie weszły do eksploatacji i zostały złomowane. Dwie byłe polskie lokomotywy znalazły się po wojnie w Austrii, z czego Pd4-8 została w 1948 roku zwrócona do ZSRR, a Pd4-28 służyła na kolejach austriackich ÖBB do przełomu 1960/1961 roku.
Żadna z lokomotyw serii S5² / Pd4 nie zachowała się do chwili obecnej.

## Konstrukcja
Parowóz pospieszny o układzie osi 2'B, z dwucylindrowym silnikiem sprzężonym na parę nasyconą (2'B n2v). Konstrukcja stanowiła bezpośrednie rozwinięcie konstrukcji parowozu serii S3 (Musterblatt III-2b). W porównaniu z parowozem S3, średnicę kotła zwiększono o 100 mm, do 1472 mm. Wzrosła także o 20 liczba płomieniówek – do 237 oraz ich długość – z 3900 do 4100 mm, odpowiadająca zwiększonej długości między ścianami sitowymi kotła. W konsekwencji, powierzchnia ogrzewalna kotła wzrosła ze 118 do 141 m². Kocioł podniesiono przy tym nieco wyżej – jego oś znajdowała się o 240 mm wyżej, na wysokości 2500 mm nad szynami. Powierzchnia rusztu nie uległa natomiast zwiększeniu – 2,27 m².
Rozstaw osi wiązanych wynosił 2600 mm, a rozstaw osi przedniego wózka tocznego 2200 mm (jak w S3), natomiast przesunięto o 200 mm do przodu wózek toczny, przez co rozstaw między drugą osią toczną a pierwszą wiązaną wzrósł o taką wartość, do 2800 mm, a całkowity rozstaw osi – do 7600 mm. Nacisk na oś uległ niewielkiemu zwiększeniu i wynosił 16–16,1 t w przypadku osi wiązanych (inne źródło: 16,4 t) i 11,2 t w przypadku osi tocznych.
Parowóz miał dwucylindrowy silnik sprzężony o średnicy cylindra wysokoprężnego 475 mm i niskoprężnego 700 mm (w S3 odpowiednio 460 i 680 mm). Skok tłoka wynosił 600 mm, rozrząd był zewnętrzny Heusingera.
Stosowano tendry czteroosiowe pruskich wzorów (Musterblatt): III-5f (16 m³ wody, 4 t węgla), III-5g (20 m³ wody, 4 t węgla), III-5h (21,5 m³ wody, 5 t węgla) i III-5l (21,5 m³ wody, 7 t węgla) (oznaczane później jako serie: pr 2’2’ T 16, T 20 lub T 21,5 – ostatnia liczba oznaczała pojemność skrzyni wodnej). Długość parowozu z tendrem III-5f wynosiła 17 811 mm; tender III-5g był o 150 mm krótszy, tender III-5h o 50 mm krótszy, a tender III-5l o 60 mm krótszy.
Lokomotywa S5² mogła ciągnąć po poziomym torze z prędkością 100 km/h pociąg o masie 165 ton, z prędkością 90 km/h – o masie 255 ton, a z prędkością 80 km/h – o masie 340 ton (książka charakterystyk z 1915 roku) lub 360 ton (książka z 1924 roku). Masa pociągów przy takich samych prędkościach była o ok. 20% większa od lokomotyw serii S3 (odpowiednio: 130, 200, 280 lub 325 ton).